# Loubières
Loubières (Okzitanisch: Lobièras) ist eine französische Gemeinde mit 359 Einwohnern (Stand: 1. Januar 2022) im Département Ariège in der Region Okzitanien; sie gehört zum Arrondissement Foix und ist Mitglied im Gemeindeverband L’Agglo Foix-Varilhes. Die Einwohner werden Loubiérois und Loubiéroises genannt.

## Geografie

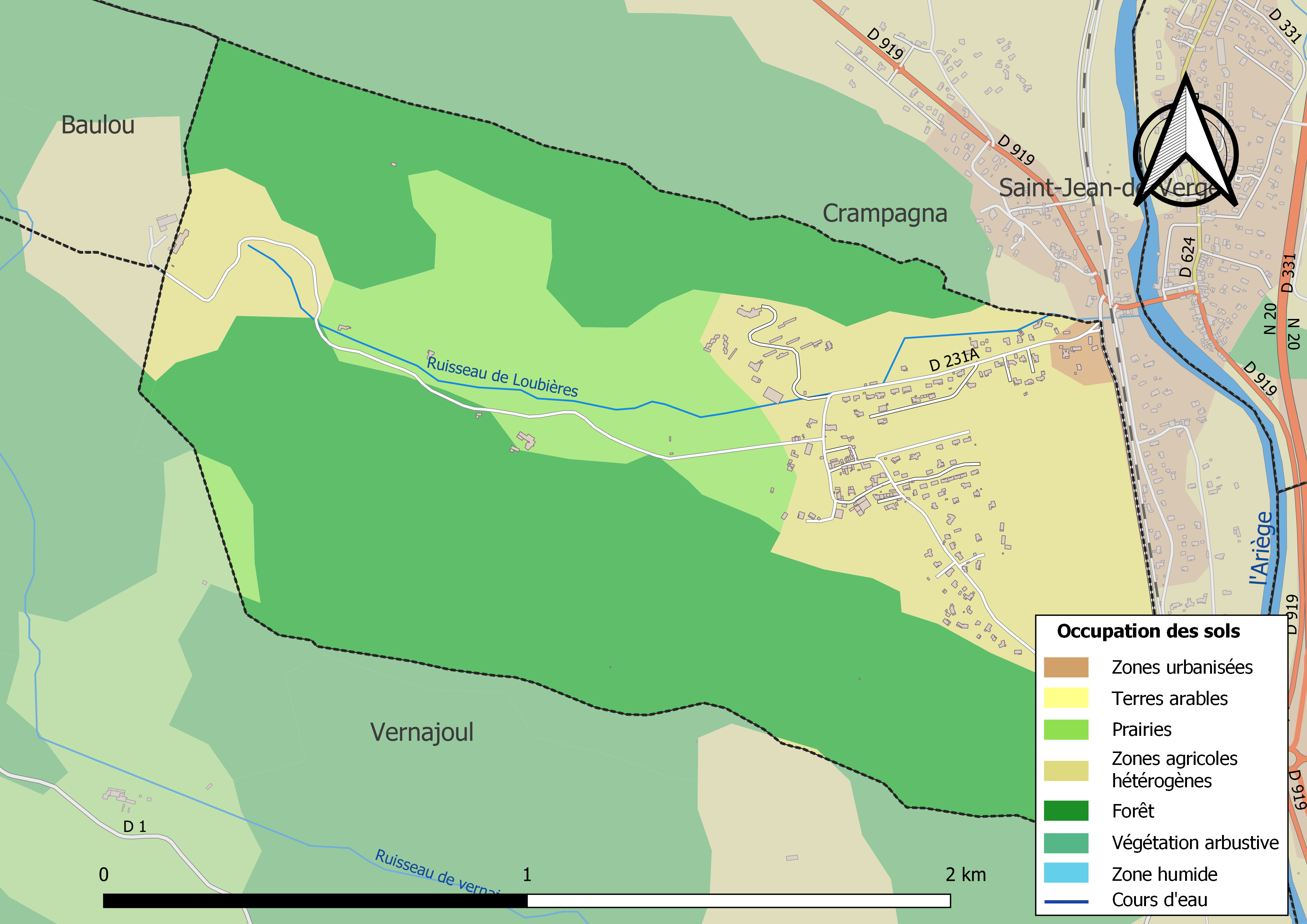
Bodennutzung, Hydrografie und Infrastruktur der Gemeinde

Die Gemeinde ist historisch und kulturell Teil des Pays de Foix und liegt etwa fünf Kilometer nördlich von Foix sowie etwa 67 Kilometer südsüdöstlich von Toulouse am Fuß des Plantaurel-Massivs im Tal der Ariège. Die Gemeinde besteht aus dem aus mehreren Ortsteilen bestehenden Dorf Loubières, einigen Weilern und Streusiedlungen sowie Einzelgehöften. Loubières befindet sich im Einzugsgebiet der Garonne und wird außer von verschiedenen kleineren Bächen vom zeitweise trockenfallenden Ruisseau de Loubières entwässert, der im Gemeindegebiet entspringt und es von West nach Ost durchquert, bevor er in der Nachbargemeinde Crampagna in die Ariège mündet. Das Gemeindegebiet ist Teil des Regionalen Naturpark Pyrénées Ariégeoises und von zwei ZNIEFF-Naturgebieten. Knapp 60 % der Fläche der Gemeinde sind bewaldet, über ein Viertel wird landwirtschaftlich genutzt.
Umgeben wird Loubières von den Nachbargemeinden Crampagna im Norden und Osten, Vernajoul im Südosten, Süden und Südwesten sowie Baulou im Nordwesten.

## Geschichte
Im Mittelalter lag der Ort innerhalb der Grafschaft Foix, die von 1607 bis zur Französischen Revolution eine Krondomäne des Königs von Frankreich war. Die Gemeinde gehörte von 1793 bis 1801 zum District Tarascon. Zudem lag Loubières von 1793 bis 1984 innerhalb des Kantons Foix und von 1984 bis 2015 innerhalb des Kantons Foix-Rural. Die Gemeinde ist seit 1801 dem Arrondissement Foix zugeteilt. Zwischen 1790 und 1794 vereinigte sich Loubières mit den Gemeinden La Bouiche (heute Labouiche) und Vernajou. Wenige Jahre später wurde Loubières wieder eine eigenständige Gemeinde. 

## Bevölkerungsentwicklung
| Jahr                       | 1962 | 1968 | 1975 | 1982 | 1990 | 1999 | 2006 | 2013 | 2020 |
| Einwohner                  | 94   | 93   | 118  | 158  | 185  | 201  | 209  | 300  | 358  |
| Quellen: Cassini und INSEE |      |      |      |      |      |      |      |      |      |

## Sehenswürdigkeiten
- Burg Loubières, auch „Château du Boulais“ genannt, aus dem 13. Jahrhundert; Fassaden und Dächer sind seit 1977 als Monument historique eingeschrieben[2] (Privatbesitz)
- Romanische Kapelle Sainte-Germaine-de-Pibrac mit Ursprüngen aus dem 12. Jahrhundert
- Grotte de Bourrut im Norden der Gemeinde
- Calvaire
- Denkmal für die Gefallenen[3]